# Yigoga iranica
Yigoga iranica är en fjärilsart som beskrevs av Leo Schwingenschuss 1939. Yigoga iranica ingår i släktet Yigoga och familjen nattflyn. Inga underarter finns listade i Catalogue of Life.